# Departament Rolnictwa Stanów Zjednoczonych
Departament Rolnictwa Stanów Zjednoczonych, USDA (ang. United States Department of Agriculture) – resort rządu Stanów Zjednoczonych, odpowiednik ministerstwa rolnictwa w innych krajach. Na czele departamentu stoi sekretarz rolnictwa, który jest członkiem gabinetu prezydenta.
USDA jest odpowiedzialnym za tworzenie i realizację polityki rolnej i żywnościowej amerykańskiego rządu federalnego, w tym zagospodarowania i prewencji erozji gruntów rolnych, gromadzenia danych, udostępniania baz danych, nomenklatury, prac badawczych, pomiarów naukowych, zapewniania wytycznych bezpieczeństwa jak i standardów opakowania i oznaczenia datami ważności żywności.
Ma na celu uwzględnienie potrzeb rolników, przemysłu spożywczego, ranczerów, importerów, eksporterów i przede wszystkim nadzór nad dobrem konsumentów żywności produkowanej w Stanach Zjednoczonych, zarówno w kraju jak i za granicą.
Ma na uwadze także promowanie handlu zagranicznego i ułatwienie wszelakiej produkcji żywności, oraz – poprzez jedną ze swych agencji, United States Forest Service – zarządza lasami państwowymi będącymi własnością społeczną, a także zapewnia ochronę dóbr naturalnych i genetycznych celem zapobiegania klęskom głodu czy praktykom dostarczania na rynek niezdrowej żywności w skali federalnej.

## Historia
USDA zostało powołane do życia jako ministerstwo 15 lutego 1889, czyli od tego czasu jego kierownik zasiada w gabinecie prezydenta, wraz z w kilkoma (ostatnimi laty, kilkunastoma) najważniejszymi osobami, stanowiąc tymże podstawową składową rządu.
Gospodarka Stanów Zjednoczonych w swojej wczesnej historii miała charakter głównie rolniczy. Urzędnicy zatrudnieni w rządzie federalnym długo poszukiwali nowych i ulepszonych odmian nasion, roślin i ras zwierząt, w celu ich importu do USA. W 1836 Henry Leavitt Ellsworth, prawnik wykształcony na Uniwersytecie Yale, który interesował się unowocześnianiem rolnictwa, został mianowany na stanowisko Komisarza ds. Patentów w obrębie struktur Departamentu Stanu.
Wkrótce po tym przystąpił do zbierania i dystrybucji nowych odmian nasion i roślin za pośrednictwem członków Kongresu Stanów Zjednoczonych i towarzystw rolniczych. W 1839 Kongres ustanowił Dział Rolnictwa w ramach Urzędu Patentowego i przyznał kwotę 1000$ na rzecz "zbierania danych statystycznych dotyczących rolnictwa oraz na inne cele związane z rolnictwem".
Zaangażowanie Ellswortha w pomoc dla rolnictwa było widoczne w wydawanych przez niego rocznych sprawozdaniach, w których wzywał on do założenia publicznego banku zasobów nasion i roślin umożliwiających ich przechowywanie i dystrybucję, powołania urzędnika odpowiedzialnego za zbieranie danych statystycznych związanych z rolnictwem, sporządzania stanowych sprawozdań dotyczących zbiorów w różnych regionach oraz stosowania środków chemicznych w rolnictwie. Poświęcenie się dla spraw rolnictwa przyniosło Henry'emu Leavittowi Ellsworthowi przydomek "Ojciec Ministerstwa Rolnictwa".
W 1849 Urząd Patentowy został przeniesiony do nowo utworzonego Departamentu Spraw Wewnętrznych. W następnych latach regularnie podejmowano działania na rzecz osobnego biura ds. rolnictwa w obrębie departamentu lub na rzecz oddzielnego departamentu ds. rolnictwa.
W dniu 15 maja 1862 prezydent Abraham Lincoln powołał do życia niezależną jednostkę pod nazwą Departament Rolnictwa (Department of Agriculture), kierowaną przez osobę o randze komisarza (Commissioner), jednak pozbawionego uczestnictwa w gabinecie prezydenta. Lincoln wyróżniał nowa agencje jako ang. people's department (idiomatycznie: "departament, który należy do społeczności").
W latach 80. XIX wieku różne grupy interesu lobbowały na rzecz zdobycia swoich przedstawicieli w rządzie. Grupy związane z biznesem czyniły starania na rzecz utworzenia Departamentu ds. Handlu i Przemysłu. Rolnicy próbowali wynieść niezależny Departament Rolnictwa do rangi instytucji współtworzącej gabinet. W 1887 Izby Reprezentantów i Senatu uchwaliły projekt ustawy przyznający Departamentowi Rolnictwa i Pracy (Departament of Agriculture and Labor) status organizacji wchodzącej w skład gabinetu, jednakże grupy broniące interesów rolników sprzeciwiły się dodaniu do nazwy instytucji słowa "praca", co było przyczyną obalenia projektu przez komisję uzgodnień Kongresu (conference committee). Ostatecznie, 9 lutego 1889 prezydent Grover Cleveland podpisał ustawę wynoszącą Departament Rolnictwa do rangi instytucji rządowej.
Uchwalona w 1887 ustawa Hatcha przewidywała finansowanie z federalnych środków rolniczych stacji doświadczalnych w każdym stanie. Następnie, na mocy ustawy Smitha-Levera, przeznaczono w każdym stanie fundusze na wdrożenie cooperative extension service – programu wspierającego wykorzystanie wiedzy naukowej do podnoszenia jakości życia – w celu krzewienia edukacji w dziedzinie rolnictwa, ekonomiki gospodarstwa domowego i dziedzinach pokrewnych. Dysponując takimi podstawami prawnymi USDA dotarł do każdego hrabstwa w obrębie każdego stanu.
Podczas wielkiego kryzysu uprawianie roli pozostawało powszechnym sposobem życia milionów Amerykanów. Departament Rolnictwa odgrywał kluczową rolę w udzielaniu wsparcia osobom dotkniętym kryzysem w przetrwaniu w tym trudnym okresie, zapewniając ciągłość produkcji żywności i jej dystrybucję pomiędzy potrzebujących, udzielając pożyczek drobnym właścicielom ziemskim oraz wspomagając edukację młodzieży wiejskiej. W ten sposób Departament Rolnictwa stał się źródłem pocieszenia dla ludzi walczących o przetrwanie na obszarach wiejskich. Departamentowi zarzucano, iż w trakcie historii swego istnienia dyskryminował on rolników afroamerykańskich poprzez nieudzielanie im pożyczek oraz odmawianie dostępu do innych programów aż do lat 90. XX wieku. W 1999 USDA rozstrzygnął polubownie proces z powództwa zbiorowego o dyskryminację rolników afroamerykańskich.
Dzisiaj wiele programów dotyczących dystrybucji żywności w społeczeństwie amerykańskim oraz zaopatrzenia w żywność potrzebujących grup społecznych, w tym również krzewienia wśród nich edukacji w zakresie odżywiania, jest prowadzonych w ramach Służby Żywności i Odżywiania (Food and Nutrition Service) Departamentu Rolnictwa.
USDA wspiera również rolników i producentów żywności w sprzedaży płodów rolnych i żywności na rynku krajowym i na rynkach światowych.
USDA odgrywa również istotną rolę w realizacji programów pomocy zagranicznej poprzez dostarczanie nadwyżek żywności do krajów rozwijających się. Pomoc ta może być udzielana za pośrednictwem organizacji USAID (Agencję Rozwoju Międzynarodowego), rządów innych państw, organizacji międzynarodowych, takich jak WFP lub uznanych organizacji non-profit. Rozdział 416b ustawy o rolnictwie (Agricultural Act) z 1949 oraz ustawa o rozwoju i handlu z 1954 (znana również jako prawo publiczne 480 lub PL 480) stanowią podstawy prawne takiej działalności.
Narodowy System Identyfikacji Zwierząt (National Animal Identification System) Departamentu Rolnictwa wspiera duże przedsięwzięcia rolnicze i gospodarstwa wielkotowarowe w identyfikacji chorób zwierząt, co jest koniecznym warunkiem eksportu żywności.